# Ried im Traunkreis
Ried im Traunkreis osztrák község Felső-Ausztria Kirchdorf an der Krems-i járásában. 2019 januárjában 2724 lakosa volt.

## Elhelyezkedése

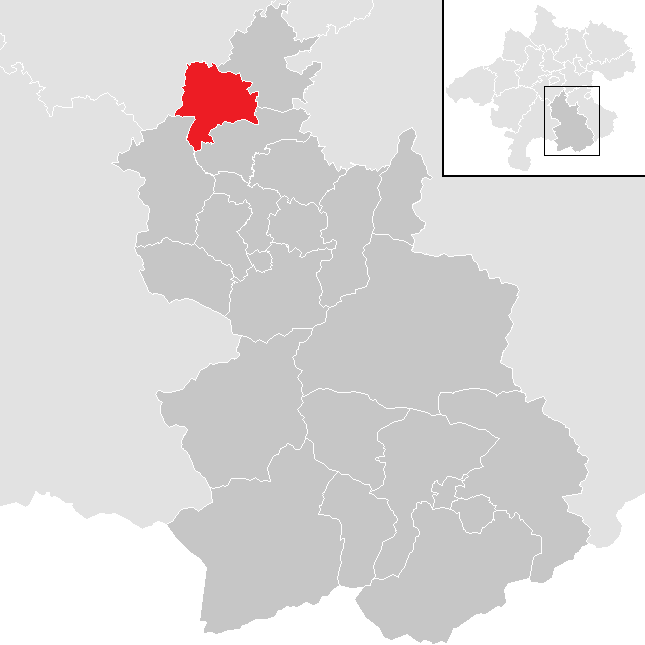
Ried im Traunkreis a Kirchdorf an der Krems-i járásban

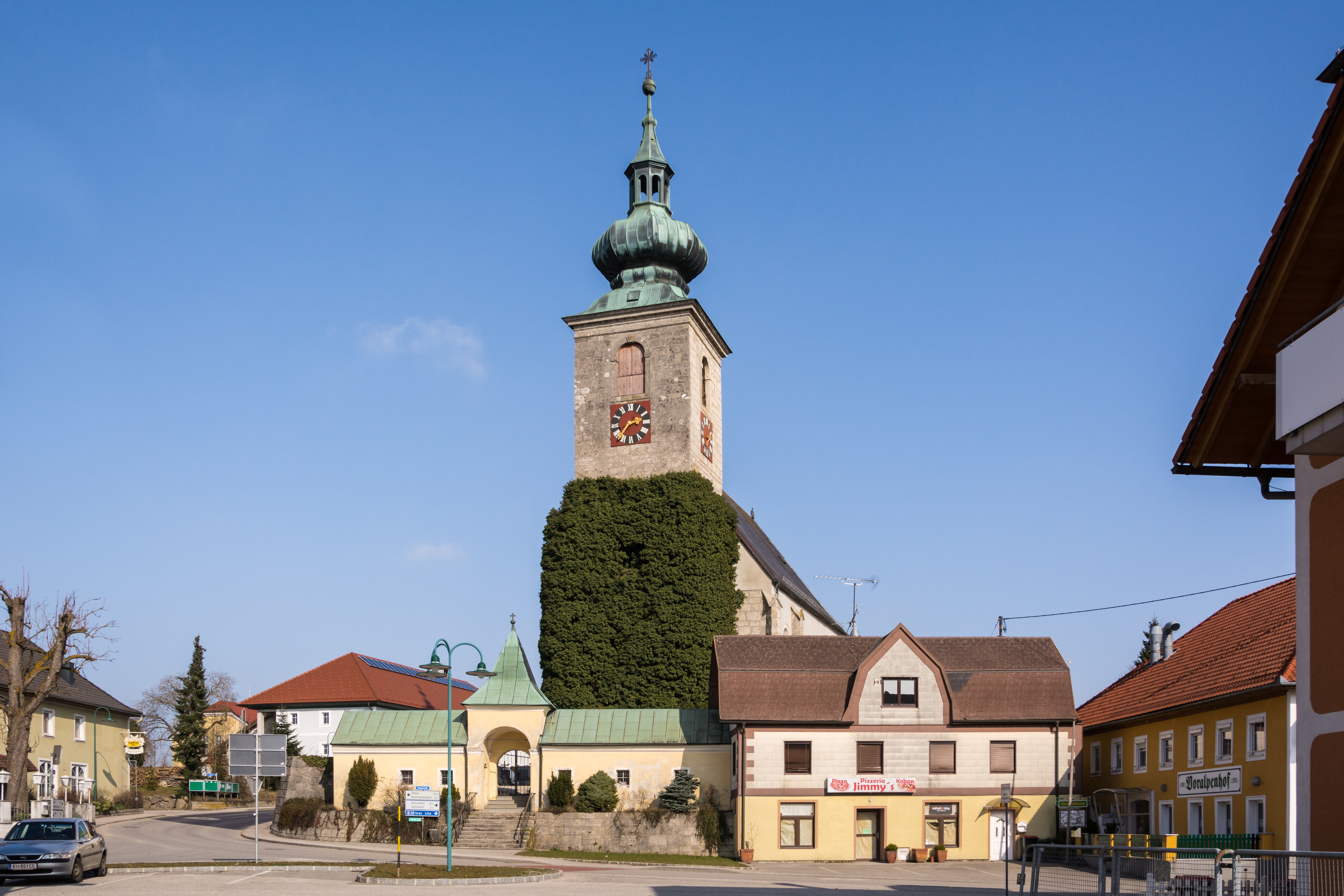
A Szt. Miklós-plébániatemplom

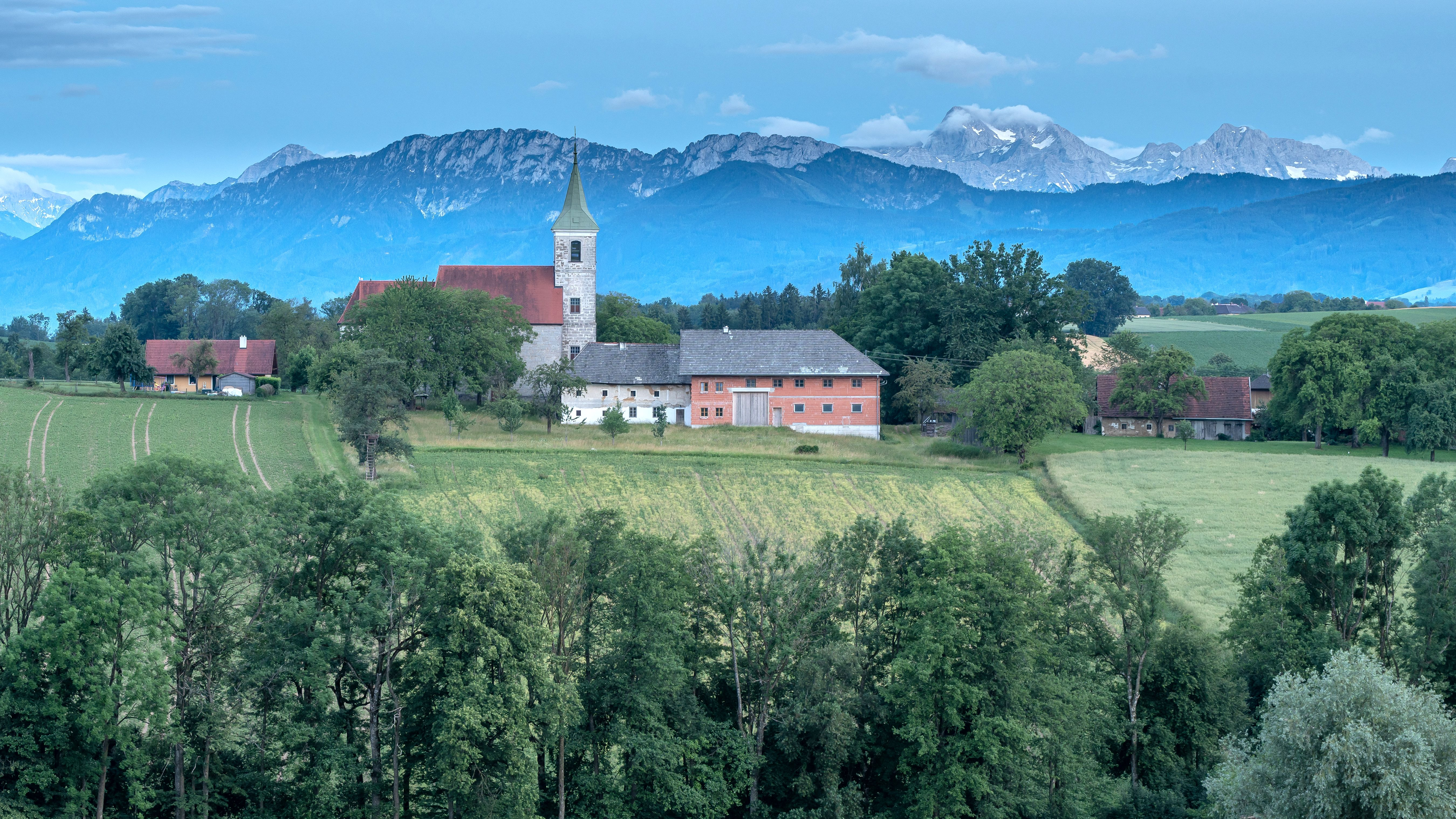
A weigersdorfi Szt. Jakab-templom

Ried im Traunkreis Felső-Ausztria Traunviertel régiójában fekszik a Riedlbach folyó mentén. Területének 9%-a erdő és 81,3% áll mezőgazdasági művelés alatt. Az önkormányzat 11 településrészt, illetve falut egyesít: Großendorf (325 lakos 2019-ben), Hammersdorf (0), Maidorf (6), Penzendorf (60), Pesendorf (168), Ried im Traunkreis (1371), Rührndorf (167), Schachadorf (61), Voitsdorf (356),  Weigersdorf (98) és Zenndorf (112).
A környező önkormányzatok: északkeletre Kremsmünster, délkweletre Wartberg an der Krems, délnyugatra Pettenbach, nyugatra Eberstalzell, északra Sattledt.

## Története
Ried területe már az újkőkorban is lakott volt, a régészek számos kőeszközt és cserépedény-töredéket tártak fel. A római időkben itt haladt át az Ovilavától (ma Wels) a Pyhrn-hágóhoz vezető hadi- és kereskedelmi út. A templom falába építve látható egy római-kori sírkő, valamint ismert egy valamikori Mithrász-szentély is.
Ried első említése 993-ból való, amikor Arnold von Wels-Lambach gróf visszaadta a kremsmünsteri apátságnak azokat a birtokokat, amelyeket családja azután szerzett, hogy a kalandozó magyarok elpusztították a kolostort.
1596-ban a riediek is csatlakoztak a felső-ausztriai parasztfelkeléshez, bár sokakat fenyegetéssel vettek rá arra, hogy fegyvert ragadjanak. A parasztok a Georg Tasch vezetésével a schlierbachi kolostort támadták meg. Tascht 1599-ben elfogták és kivégezték. A 17-18 században több alkalommal pusztított a pestis; az utolsó, 1713-as járványban 270-en haltak meg. A napóleoni háborúk során a falut három alkalommal megszállták.
Az első világháborúban 35 riedi veszett oda. 1938-ban a lakosok közel 100%-a szavazott a Német Birodalomhoz való csatlakozásra. A második világháború során 1944 februárjában egy lelőtt amerikai bombázó nyolcfős legénységét itt fogták el; őket ezután Welsbe szállították. 1944 novemberében 176 bánáti menekültet szállásoltak el Riedben. Az amerikaiak 1945. május 5-én ellenállás nélkül vonultak be a településre. A második világháborúban 140-en haltak meg vagy tűntek el.

## Lakosság
A Ried im Traunkreis-i önkormányzat területén 2019 januárjában 2724 fő élt. A lakosságszám 1971 óta gyarapodó tendenciát mutat. 2017-ben a helybeliek 93,7%-a volt osztrák állampolgár; a külföldiek közül 0,8% a régi (2004 előtti), 3,4% az új EU-tagállamokból érkezett. 1,2% a volt Jugoszlávia (Szlovénia és Horvátország nélkül) vagy Törökország, 0,9% egyéb országok polgára volt. 2001-ben a lakosok 91,4%-a római katolikusnak, 1,9% evangélikusnak, 2,9% mohamedánnak, 2,8% pedig felekezeten kívülinek vallotta magát. Ugyanekkor egy magyar élt a községben; a legnagyobb nemzetiségi csoportokat a német (95,6%) mellett a törökök (1,7%) és a horvátok (1,5%) alkották.
A lakosság számának változása:

| 2016 | 2 695 |
| 2018 | 2 739 |

## Látnivalók
- a Szt. Miklós-plébániatemplom
- a weigersdorfi Szt. Jakab-templom

## Híres Ried im Traunkreis-iek
- Franz Reichleitner (1906–1944) SS-tiszt, a sobibóri megsemmisítő tábor parancsnoka

## Fordítás
- Ez a szócikk részben vagy egészben  a   Ried im Traunkreis című német Wikipédia-szócikk ezen változatának fordításán alapul.  Az eredeti cikk szerkesztőit annak laptörténete sorolja fel. Ez a jelzés csupán a megfogalmazás eredetét és a szerzői jogokat jelzi, nem szolgál a cikkben szereplő információk forrásmegjelöléseként.